# Alectrurus
Alectrurus är ett fågelsläkte i familjen tyranner inom ordningen tättingar. Släktet omfattar endast två arter med utbredning i Sydamerika lokalt i Uruguay, Paraguay, södra Brasilien, norra Argentina och östra Bolivia:
- Tuppstjärtstyrann (A. tricolor)
- Vimpeltyrann (A. risora)